# Гонсалес, Сантос
Сантос Гонсалес Капилья (исп. Santos González Capilla) — испанский трековый и профессиональный шоссейный велогонщик. Двукратный чемпион Испании в индивидуальной гонке на время. Участник летних Олимпийских игр 1992 и 2000 годов.

## Победы
| 1999 - Чемпион Испании в индивидуальной гонке на время 2000 - Вуэльта Испании — этап 21 (ITT) и 4-е место в общем зачёте - Вуэльта Кастилии и Леона — этап 1 2001 - Чемпион Испании в индивидуальной гонке на время | 2005 - Чемпионат Испании, индивидуальная гонка на время — 2-е место |

## Статистика выступлений наГранд Турах
| Гранд Тур | 1997 | 1998 | 1999 | 2000 | 2001 | 2002 | 2003 | 2004 | 2005 | 2006 | 2007 |
| --------- | ---- | ---- | ---- | ---- | ---- | ---- | ---- | ---- | ---- | ---- | ---- |
| Джиро     | -    | -    | -    | -    | -    | -    | -    | -    | -    | -    | -    |
| Тур       | -    | сход | 61   | -    | сход | -    | -    | 31   | -    | -    | -    |
| Вуэльта   | сход | -    | -    | 4    | 66   | 59   | 11   | сход | сход | -    | 105  |